# Cheval en Russie
La présence du cheval en Russie est attestée par des fossiles préhistoriques, puis se révèle constante tout au long de son histoire, en particulier à l'époque soviétique, grâce à l'intégration de territoires à forte tradition équestre. La voltige cosaque est issue des traditions militaires développées par les cosaques russes. La culture équestre russe se caractérise par l'usage exclusif de l'attelage dit à « duga », connu notamment à travers la troïka.

## Histoire
D'après Carole Ferret, l'histoire du cheval sur le territoire russe a longtemps été l'apanage de chercheurs soviétiques originaires du territoire étudié, et n'est de ce fait que peu connue en raison d'un « manque cruel de matière ». Des fossiles équins datés du Plio-Pléistocène ont été retrouvés à Liventsovka, près de Rostov-sur-le-Don.
À l'époque impériale et peu après elle, l'élevage de chevaux est généralement pratiqué par des paysans pour qui il constitue la seule ressource. Le vol de chevaux est aussi fréquent que redouté. De nombreuses sources évoquent les lynchages subis par des voleurs reconnus par la population. À l'époque de l'URSS, des territoires à forte tradition équestre sont inclus, notamment la Yakoutie, le Kazakhstan, le Turkménistan et le Kirghizistan, ainsi que des populations Bouriates. L'intégration ou non des chevaux des territoires conquis au sein de l'armée russe fait débat. La culture équestre des cosaques, habitués à chevaucher librement et faisant preuve d'une grande agilité, est indissociable des pratiques militaires à l'origine de la voltige cosaque.

## Élevage

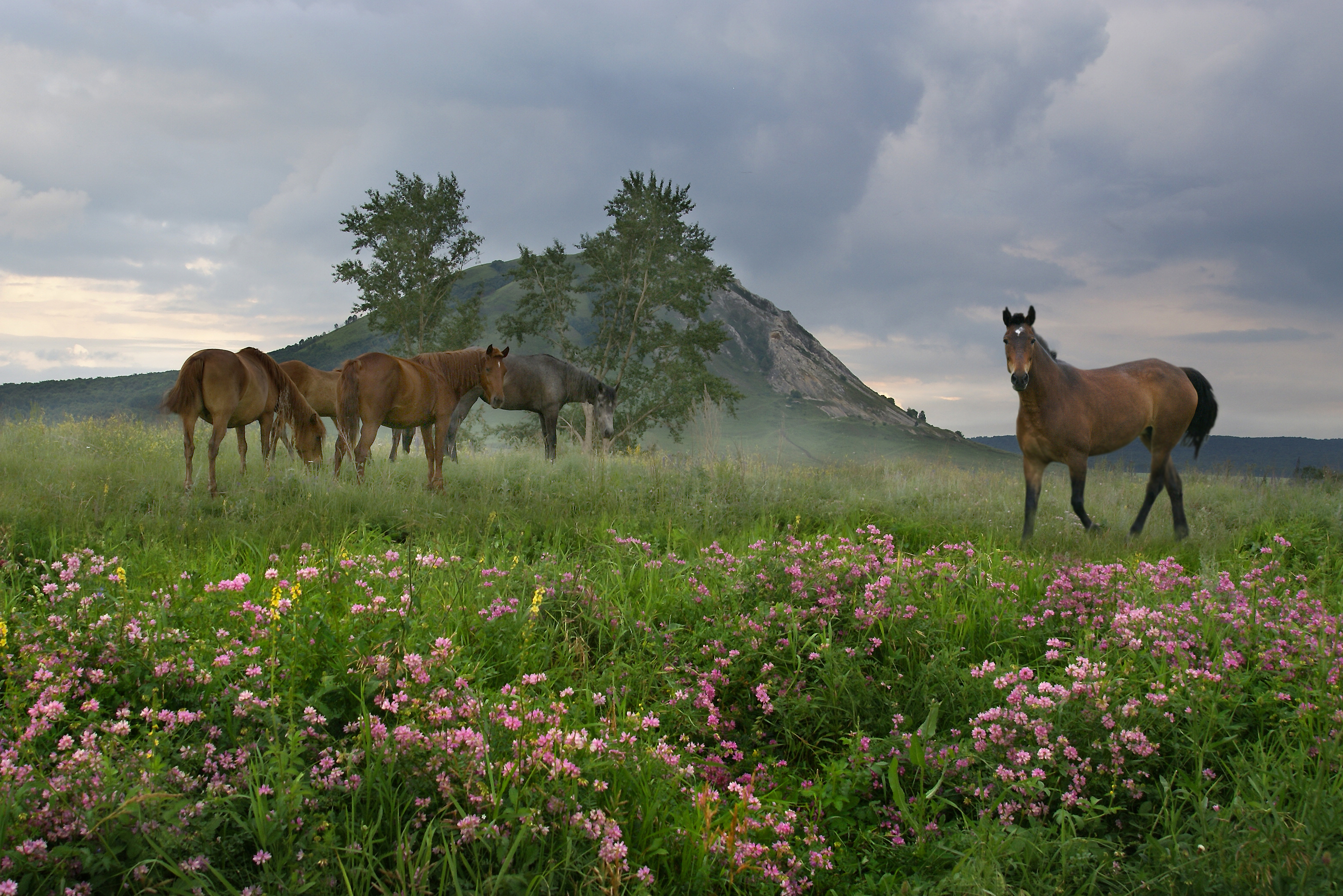
Groupe de chevaux Bashkirs.

La Russie est le berceau d'un très grand nombre de races de chevaux. L'ouvrage de l'université d'Oklahoma répertorie 64 races de chevaux différentes élevées sur le territoire à l'époque de l'Union soviétique. En y incluant les chevaux éteints et le  cheval de Przewalski (qui n'est pas une race), le FAO donne une liste de 69 races de chevaux présentes actuellement ou par le passé sur le territoire de la fédération de Russie.
Parmi les plus connues, le cheval du Don est traditionnellement associé aux cosaques du Don, qui en ont développé l'élevage à partir de croisements avec des chevaux orientaux dès le XVIe siècle. Il doit une grande partie de sa notoriété à son rôle dans la victoire des cosaques du Don contre les armées napoléoniennes, en 1812 et 1814. Les chevaux français souffraient d'un climat auquel ils ne sont pas habitués, tandis que les chevaux du Don sont sélectionnés pour résister à l'hiver russe.
En 1948, la fédération de Russie compte 15 chevaux pour cent habitants. Ce chiffre révèle des disparités importantes en fonction des régions de l'URSS : ce nombre monte à 34 en Bouriatie et 50 en Iakoutie.

## Usages

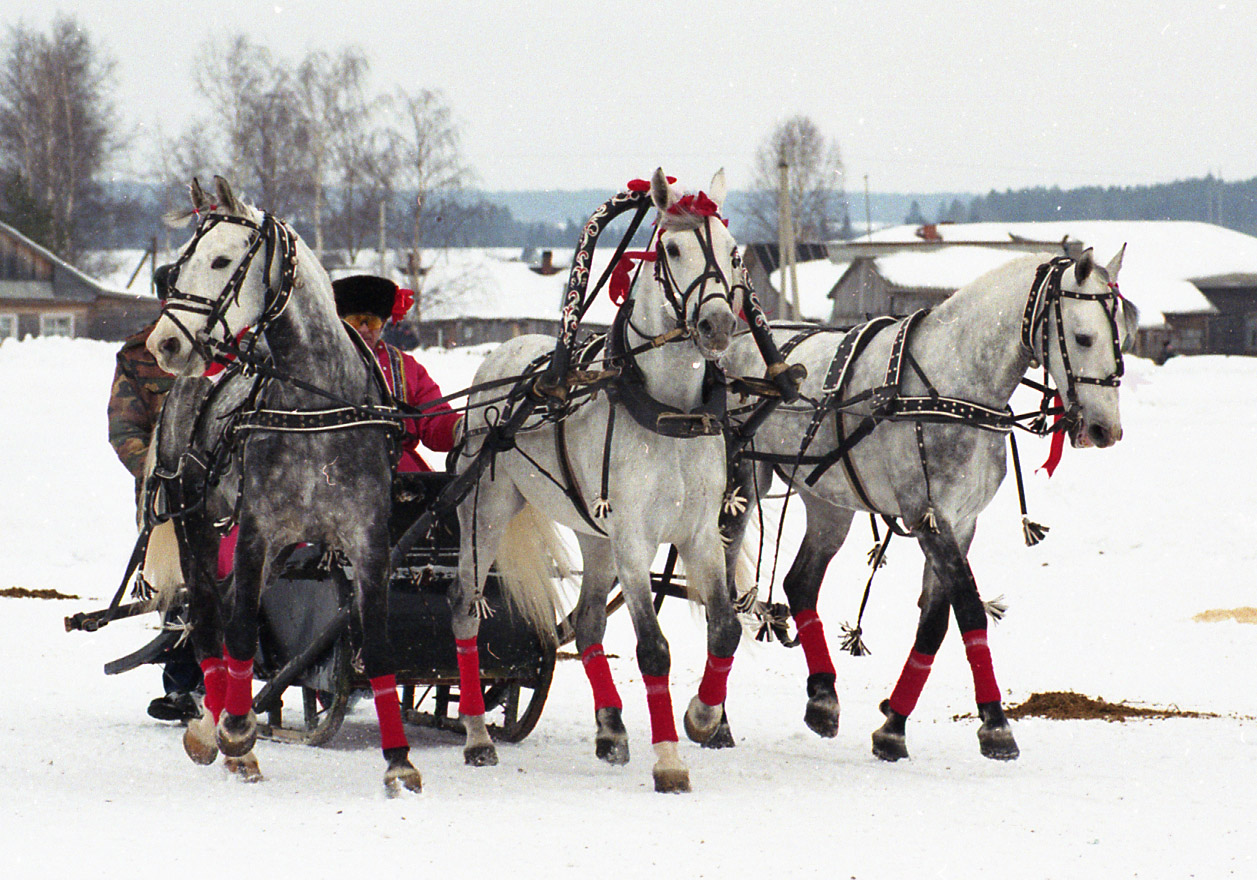
Troïka utilisant la « douga » (sur le cheval du milieu).

Les Russes et les Iakoutes emploient des véhicules hippomobiles à quatre roues nommés « télègues » pour le roulage. L'attelage russe, dit « à douga » (du nom d'une de ses pièces), est surtout connu à travers l'une de ses formes, la troïka. Il apparaît au XVIe siècle dans les documents. Il se caractérise par la « douga », une arcade de bois élastique reliant un brancard à l'autre en passant par-dessus le garrot, dont le rôle est de maintenir les brancards écartés. L'usage de la douga est exclusivement russe. Il a l'avantage de mieux utiliser la force du cheval, et le désavantage de ne pas permettre d'en atteler plus d'un avec ce système (sur une troïka, seul le cheval du milieu porte la douga).
Traditionnellement, les Russes ne sont pas hippophages. Ils intègrent progressivement des populations pour lesquelles la consommation de viande de cheval est habituelle, telles que les Iakoutes. Cette rencontre ne se traduit pas par un bannissement de la viande de cheval dans la république de Sakha, mais au contraire par une « conversion partielle des russes à l'hippophagie », les Russes établis dans la région se mettant peu à peu à en manger.

## Patrimoine

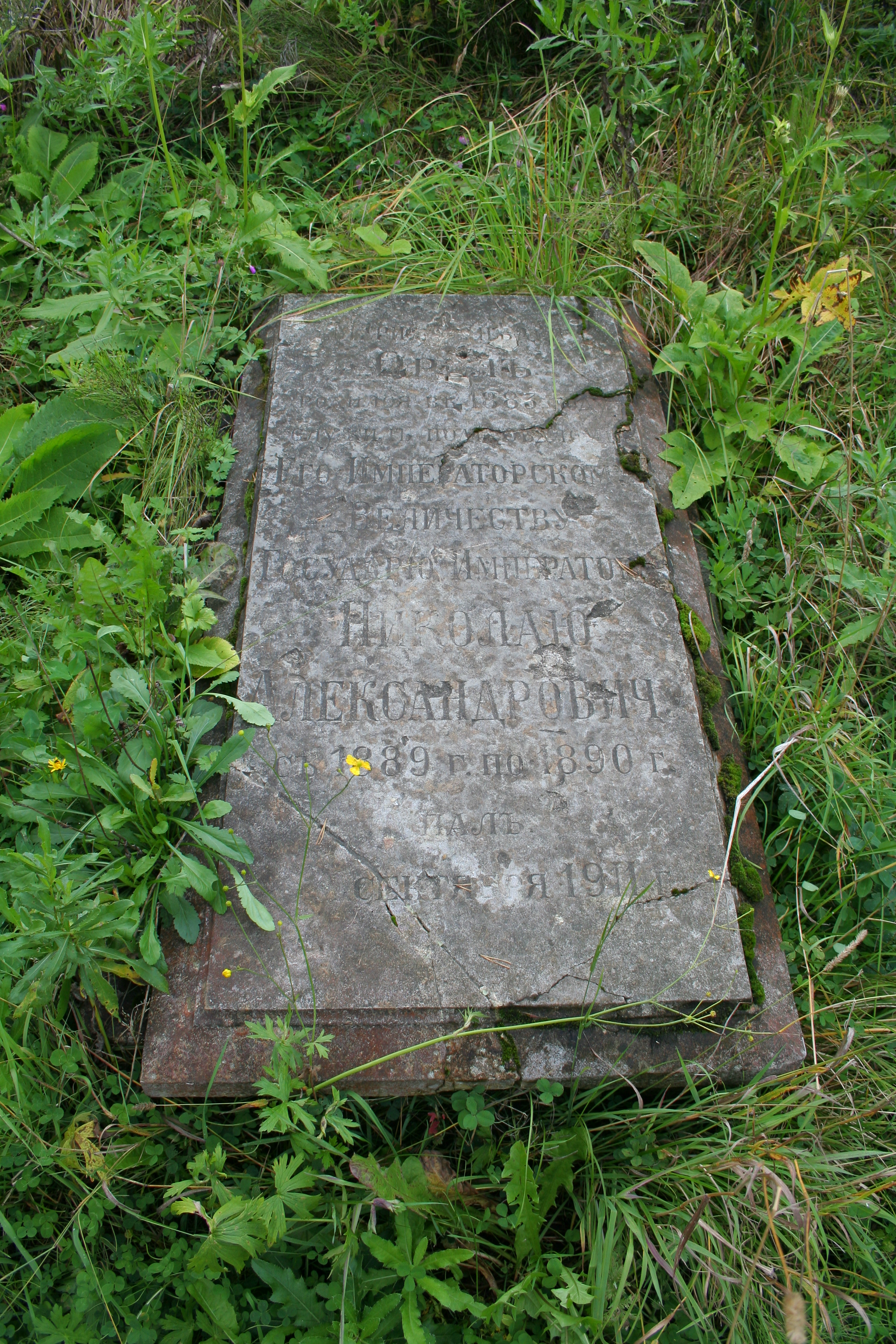
Tombe d'un cheval ayant appartenu à Alexandre III.

La Russie héberge la nécropole des chevaux des tsars, probablement le plus vaste cimetière pour chevaux du monde. Actif de 1834 à 1915, il s'est nettement dégradé pendant l'époque soviétique. Le Français Jean-Louis Gouraud, qui l'a re-découvert, a entrepris une levée de fonds pour sa restauration.
L'hippodrome central de Moscou, l'un des plus grands de Russie et le plus ancien en Europe, organise des courses de trot réputées, accueille des équipes de recherche et d'expérimentation sur la reproduction du cheval et abrite une école d'équitation[réf. souhaitée].

## Dans la culture
Le conte du Petit Cheval bossu, écrit en vers en 1834 par Piotr Erchov d’après le folklore russe, est la source d'inspiration d'un ballet et d'un film d'animation. 

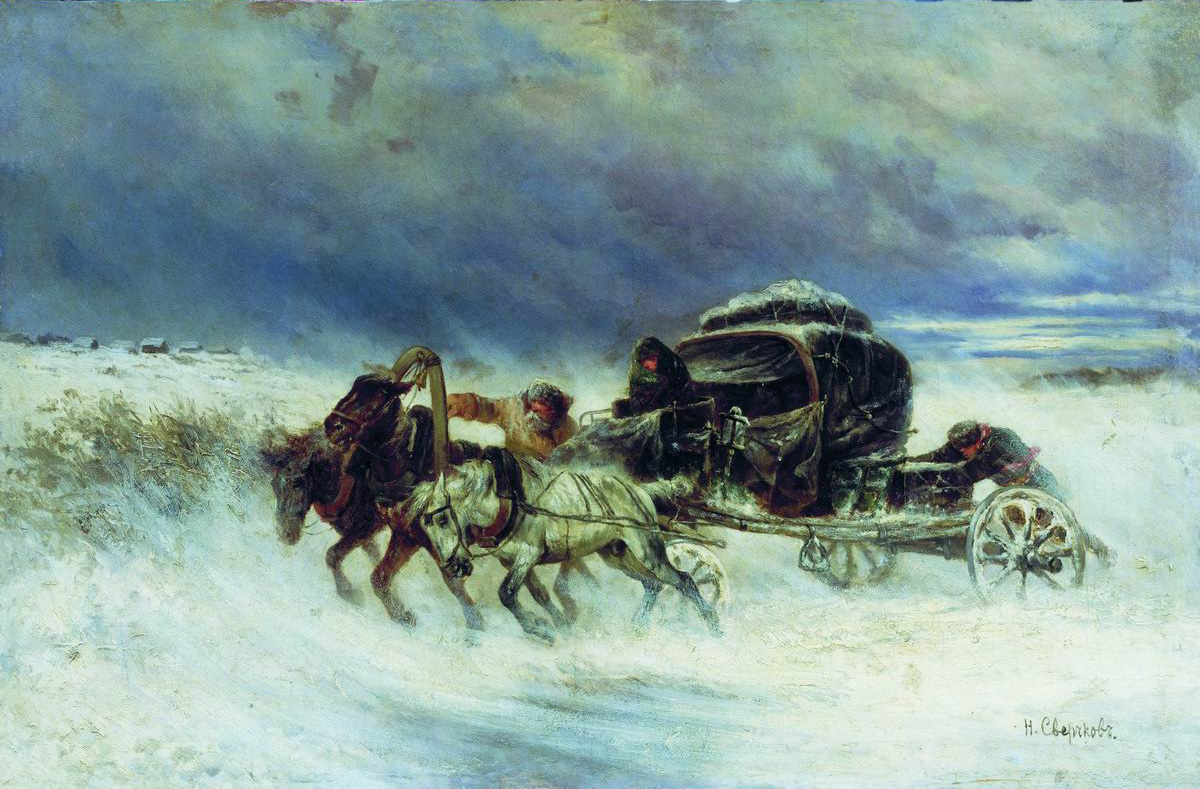
Pris dans la tempête, peinture de Nicolas Swertschkoff (1950)
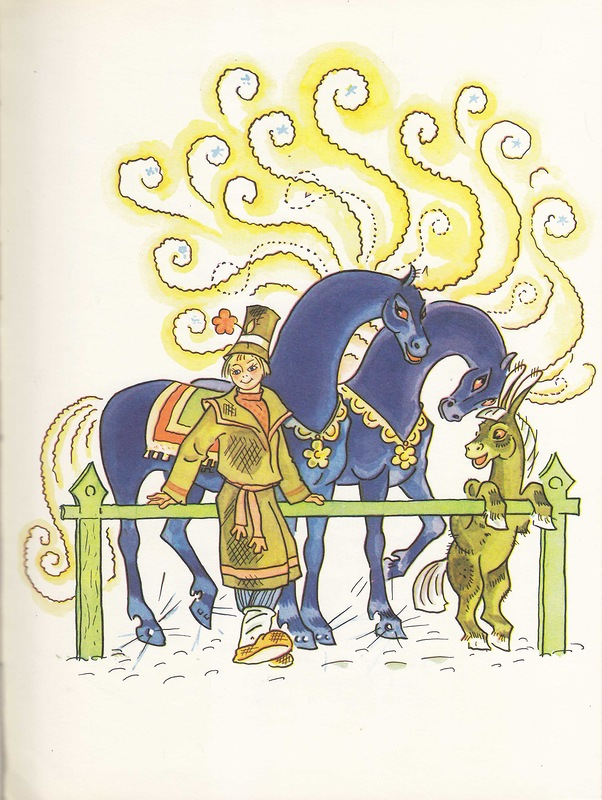
Dessin tiré du conte Le Petit Cheval bossu

Nicolas Swertschkoff (1817-1898) est connu pour s'être spécialisé dans la peinture de chevaux, en particulier le portrait équestre. Il maîtrise tout particulièrement l'anatomie et les expressions de l'animal. Le « sculpteur russe du cheval » Evgueni Alexandrovitch Lanceray (1848-1886), « l'un des meilleurs portraitistes de chevaux du monde », réalise 400 œuvres dont la moitié ont pour thème son animal favori, et inspire l'Américain Frederic Remington. Demeuré dans l'ombre mais passionné par son sujet, il possédait une vingtaine de chevaux chez lui, à Neskoutchnoïe.